# UFC 309
UFC 309: Jones vs. Miocic（ユーエフシー・スリーオーナイン：ジョーンズ・バーサス・ミオシッチ）は、アメリカ合衆国の総合格闘技団体「UFC」の大会の一つ。2024年11月16日、ニューヨーク州ニューヨークマンハッタン区のマディソン・スクエア・ガーデンで開催された。

## 大会概要
本大会は王者ジョン・ジョーンズと挑戦者スティーペ・ミオシッチによるUFC世界ヘビー級タイトルマッチが組まれた。

## 試合結果

### アーリープレリム
第1試合 女子フライ級 5分3R
○  エドゥアルダ・モウラ vs.  ヴェロニカ・ハーディー ×
3R終了 判定3-0（30-27、29-28、29-28）
第2試合 ウェルター級 5分3R
○  オーバン・エリオット vs.  バシル・ハファス ×
3R 0:40 KO（右フック→パウンド）
第3試合 ウェルター級 5分3R
○  ラミズ・ブラヒマイ vs.  ミッキー・ガル ×
1R 2:55 KO（右ストレート→パウンド）

### プレリミナリーカード
第4試合 ヘビー級 5分3R
○  マルチン・ティブラ vs.  ジョナタ・ジニス ×
2R 5:00 TKO（ドクターストップ）
第5試合 ライト級 5分3R
○  デビッド・オナマ vs.  ロベルト・ロメロ ×
3R終了 判定3-0（30-27、30-27、30-27）
第6試合 ライト級 5分3R
○  ジム・ミラー vs.  デイモン・ジャクソン ×
1R 2:44 ギロチンチョーク
第7試合 バンタム級 5分3R
○  マーカス・マギー vs.  ジョナサン・マルチネス ×
3R終了 判定3-0（29-28、29-28、29-28）

### メインカード
第8試合 166.2ポンド契約 5分3R
○  マウリシオ・ルフィ vs.  ハメス・ヨントップ ×
3R終了 判定3-0（29-28、29-28、29-28）
※ヨントップの体重超過により165ポンド契約から変更。
第9試合 女子フライ級 5分3R
○  ビビアン・アラウジョ vs.  カリーニ・シウバ ×
3R終了 判定3-0（29-28、29-28、29-28）
第10試合 ミドル級 5分3R
○  ボー・ニッカル vs.  ポール・クレイグ ×
3R終了 判定3-0（30-27、30-27、30-27）
第11試合 ライト級 5分5R
○  チャールズ・オリベイラ vs.  マイケル・チャンドラー ×
5R終了 判定3-0（49-46、49-46、49-45）
第12試合 UFC世界ヘビー級タイトルマッチ 5分5R
○  ジョン・ジョーンズ vs.  スティーペ・ミオシッチ ×
3R 4:28 TKO（ボディへの左スピニングバックキック→パウンド）
※ジョーンズが王座の初防衛に成功。

### 各賞
ファイト・オブ・ザ・ナイト：チャールズ・オリベイラ vs. マイケル・チャンドラー
パフォーマンス・オブ・ザ・ナイト：ジョン・ジョーンズ、ラミズ・ブラヒマイ、オーバン・エリオット
各選手にはボーナスとして5万ドルが授与された。

### カード変更
負傷などによるカードの変更は以下の通り。